# Iporã
Iporã is een gemeente in de Braziliaanse deelstaat Paraná. De gemeente telt 15.227 inwoners (schatting 2009).

## Aangrenzende gemeenten
De gemeente grenst aan Altônia, Assis Chateaubriand, Brasilândia do Sul, Cafezal do Sul, Francisco Alves, Pérola, Palotina en Terra Roxa.